# きぃこクッキー
きぃこクッキーは、日本の女性シンガーソングライター。ピアノを用いた弾き語りスタイルで活動しており、主な活動拠点は群馬県、東京都、神奈川県、埼玉県の関東地方。血液型はB型。本名・年齢非公開。

## 来歴
- 数々のバンド活動を経て2003年より作曲活動を始める。
- 2005年からソロ活動を開始。本格的に作詞、作曲を始め、ピアノ弾き語りシンガーソングライターとして東京都、群馬県を中心に活動をスタート。
- 2006年にFM群馬主催のコンテスト「ロッカーズ2006」にて準グランプリを受賞。
- 2009年にRADIO BERRY主催のコンテスト「ベリーミュージシャンコンテスト」にてグランプリを受賞。
- 2012年に音楽雑誌Player9月号の「The太鼓判」コーナーへ「太田スタジオNOiSE」の記事内にて紹介される。[1][2]
- 2018年9月より公式HPを一新して公開。同時にベストアルバム、ツアーも発表。
- 2022年3月に「TAGO SUTUDIO TAKASAKI MUSIC FESTIVAL2022」のシンガーソングライター部門に進出。 審査員より「YUKIと矢野顕子がいい意味で染み込んでいる」と称賛される。
- 2022年8月にオリジナルNewアルバム「みちしるべとファンファーレ」を発売開始。

## 人物・エピソード
- デビュー当時は「きぃこ☆クッキー」という名前で活動していたが、2015年より「きぃこクッキー」に改名した。
- 愛称は「きぃちゃん」。
- 群馬県桐生市で活動する、うどんを愛するバンド「ザ・ウドニーズ」[3]のボーカル「うどにゃん」と極めて似た見た目である。
- JUDY AND MARYのコピーバンド「BUHY AND MARY[4]」を2019年に結成。ボーカルの「BUHI」としての活動を開始。

## 作品（現在、入手可能なもの）

### オリジナルアルバム
1. COOKIES（2022/8より再販開始） バンドサウンドを主体とした作品。 全ての作詞、作曲は きぃこクッキー自身によるもの。
2. みちしるべとファンファーレ（2022/8発売） 打ち込みを中心とした最新作。 全ての作詞、作曲、編曲、演奏は きぃこクッキー自身によるもの。

### ベストアルバム
1. Assortment cookie [1st package]（2019/2/16発売）
2. Assortment cookie [2nd package]（2018/10/20発売）

## 出演

### ラジオ
FM桐生「クッキーですよ」（第1、第3、第5水曜日　19:06〜）

## 出演履歴（抜粋）
■2008年
・07月18日　ひねもすのたり、のたりかな　Vol.1(群馬県 伊勢崎Andy's House)
■2009年
・07月10日　ひねもすのたり、のたりかな　Vol.2(群馬県 伊勢崎Andy's House)
■2010年
・07月9日　ひねもすのたり、のたりかな　Vol.3(群馬県 伊勢崎Andy's House)
・10月3日　きぃことりこのハッピースター（群馬県伊勢崎市境総合文化センター）
■2011年
・07月29日　ひねもすのたり、のたりかな　Vol.4(群馬県 伊勢崎Andy's House)
■2012年
・06月16日　きぃことりこのハッピースター2（群馬県伊勢崎市境総合文化センター）
・09月07日　ひねもすのたり、のたりかな　Vol.5(群馬県 伊勢崎Andy's House)
■2013年
・01月27日　きぃこの森 ～箱庭ランデヴー～(群馬県桐生市 有鄰館)
・11月17日　きぃことりこのハッピースター3（群馬県伊勢崎市境総合文化センター） 
・12月30日　きぃこクッキーワンマンライブ「年末ジャンボリー！」（群馬県太田市Studio NOiSE）
■2014年
・12月29日　きぃこクッキーワンマンライブ「年末ジャンボリー！」（群馬県太田市Studio NOiSE）
■2015年
・07月26日　はんぞうGARDEN LIVE（埼玉県児玉郡はんぞう） 
・10月18日　四季彩Ⅸ ～秋の爽音～（新潟県新発田市SHOWBEN小僧）
・12月30日　きぃこクッキーワンマンライブ「年末ジャンボリー！」（群馬県太田市Studio NOiSE）
■2016年
・01月23日　LOPOｘSCORE vol.3（神奈川県 戸塚LOPO） 
・03月27日　カフェスコア8周年特別企画：SCORE 女子FES.2016（群馬県太田市CafeSCORE）　
・05月01日　Peach Time（群馬県太田市CafeSCORE） 
・07月09日　文唄月 上の句（群馬県太田市CafeSCORE） 
・07月16日　natsu ni mau hikari vol.2（群馬県高崎市Pitch） 
・08月10日〜11日　とつかストリートライブサマフェス〜とつかはしご酒ライブ（神奈川県横浜市戸塚区）
・10月28日　前橋ライブDAYS（群馬県前橋市） 
・11月12日　トパーズ色の月（群馬県高崎市SoraoBar） 
■2018年ライブツアー
・10月7日〜12月末　群馬県・埼玉県・栃木県の計7会場にてアルバム発売記念ライブツアーを実施
■2019年
・01月05日　GRIMM Fes.2019 day0 初陣（栃木県足利市 GRIMM CAFE）
・01月20日　Music Caravan #2（埼玉県東松山市 レトロポップ食堂）
・02月16日　きぃこクッキーBirthdayワンマン（埼玉県上尾市 Cafe T's pal Collassez）
◾️2020年
・01月26日　AATA・ふーあーゆー？・きぃこクッキー　スペシャルライブ（群馬県太田市CafeSCORE）
・08月29日　きぃこクッキー ワンマン（埼玉県上尾市 Cafe T's pal Collassez）
◾️2021年
・06月27日　Music Caravan（埼玉県東松山市 レトロポップ食堂）
・10月23日　きぃこクッキー ワンマン（埼玉県上尾市 Cafe T's pal Collassez）
◾️2022年
・03月12日　TAGO STUDIO TAKASAKI MUSIC FESTIVAL 2022（群馬県高崎市 高崎芸術劇場）
・12月10日　きぃこクッキー ワンマン（埼玉県上尾市 Cafe T's pal Collassez）
◾️2023年
・08月12日　きぃこクッキー ワンマン（埼玉県上尾市 Cafe T's pal Collassez）